# Huelga de petroleros en Ensenada de 1968
La huelga de petroleros en Ensenada de 1968 fue un conflicto obrero en Argentina desencadenado por el intento de aumentar la jornada laboral de seis a ocho horas -que implicaba despido de personal- y el aumento en edades jubilatorias. La huelga tuvo lugar del 25 de septiembre al 26 de noviembre en el año 1968; en este momento en el país gobernaba la dictadura cívico-militar autodenominada «Revolución Argentina». Este conflicto si bien aparentó tener un carácter pacífico, estuvo marcado por la violencia entre trabajadores y las Fuerzas Armadas.

## Contexto histórico
El conflicto sindical de la empresa petrolera YPF en los meses de septiembre y noviembre de 1968 se da en el contexto de un gobierno dictatorial, la Revolución Argentina. A pesar de haberse dado en un momento en el que hay poca movilización obrera, a causa de distintas medidas adoptadas por el gobierno. Hay una gran inestabilidad social y política, la comunidad política está fragmentada, además la política económica de la dictadura favorece un fuerte ingreso del capital extranjero con efectos negativos para la industria nacional y se produce una racionalización capitalista en áreas que se consideran deficientes . Se generó una ofensiva del Estado hacia los trabajadores en el gobierno de Onganía, que fue el más duro. Hay una reformulación del sindicalismo. Durante este gobierno, se limitan los aumentos salariales y las negociaciones colectivas, se clausuran los espacios políticos partidarios y hay un gran control sobre las actividades sindicales.
Sin embargo, esta dinámica de la clase trabajadora cambia. Empiezan a crecer las conflictividades y por consiguiente, las huelgas. Por lo tanto, podemos inscribir al conflicto en un momento en el que renacen las luchas obreras. En 1968 se ve a la burguesía industrial bastante satisfecha por las políticas llevadas a cabo por la Revolución Argentina. La CGT estaba desorganizada, y la CGT de los Argentinos estaba compuesta más por miembros estudiantiles que obreros. Había muchas disputas internas entre los dirigentes sindicales.

## Desarrollo

### Inicio de la huelga
Esta huelga que duró dos meses y se llevó a cabo en la destilería más grande de América del Sur, se inicia debido a que el 25 de septiembre de 1968, se anuncia desde la administración general de YPF el aumento de la jornada de trabajo de 6 a 8 horas diarias: la empresa estaba aplicando las normas de racionalización que el régimen dictatorial llevaba adelante en todas las esferas de la administración pública. A la modificación del régimen laboral se sumaba a otro motivo de disconformidad para el personal de YPF: en la flota de buques una reciente ley sobre jubilaciones afectaría a los trabajadores de la Marina Mercante, llevando la posibilidad de retiro de los 45 años de edad y 25 de servicios, a 60 y 30 años respectivamente. Ambos retrocesos de los derechos laborales se toparon con una férrea oposición de las dirigencias sindicales de los gremios locales que formaban el SUPE (Sindicatos Unidos Petroleros del Estado).
Al mediodía del 25 de septiembre de 1968, los trabajadores de la destilería de YPF en Ensenada abandonaban la planta. Sumado a los operarios, los empleados administrativos, técnicos y el personal de maestranza. El nivel de acatamiento fue rotundo, sumándose un par de horas después los sindicatos de Flota y Taller Naval. La cifra sería entre los 4400 y 7000 trabajadores.
Al día siguiente, la Prefectura tomó el control de la planta con 250 efectivos. Ante los hechos, YPF emitió un par de solicitadas complementarias: exhortando por última vez a reintegrarse al trabajo e intimando al personal bajo amenazas de cesantías.
Al tercer día de la huelga, la Secretaría de Trabajo canceló las personerías gremiales del SUPE Ensenada y del Sindicato Flota Petrolera del Estado, por no acatar la intimación a levantar el cese de tareas, los dirigentes sindicales entraron en una situación de semiclandestinidad .
El mes de octubre trajo consigo noticias esperanzadoras, plegandose al paro algunos encargados y jefes de planta, por las sanciones que la empresa les impuso al negarse a realizar funciones ajenas a su especialidad. La misma decisión tomaron varios capitanes y oficiales de buques de la Flota Petrolera.

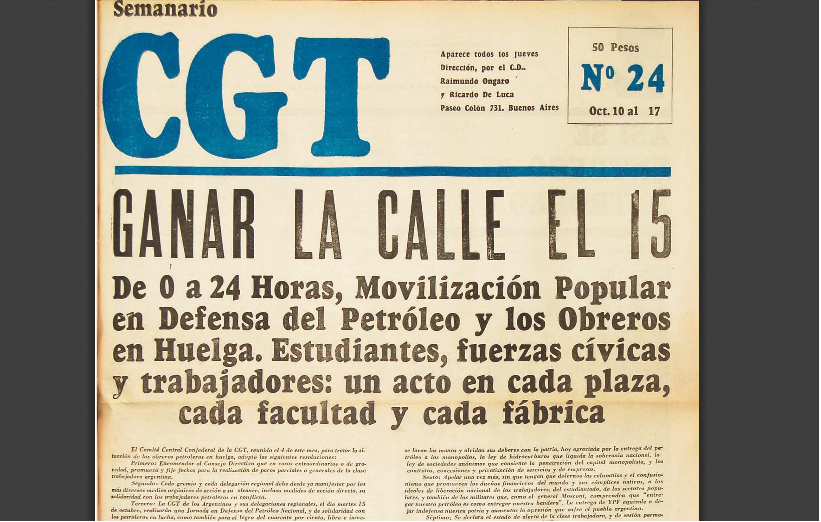
Semanario de la CGT de los Argentinos. En dicha publicación se realiza un llamado a apoyar la huelga de los trabajadores de YPF.

Las filiales del SUPE Mendoza y Avellaneda lanzaron su apoyo con quites de colaboración. El gobierno aumentó la ofensiva sobre los trabajadores con las primeras oleadas de cesantías (50, 94 y casi 100 más respectivamente), afirmando que no habría acuerdo sin el levantamiento del paro. Creció en 450 el número de los efectivos de la Prefectura que custodiaban el establecimiento, a su vez, se producían actos relámpagos y ataques a los domicilios de algunos empleados en actividad. El comité de huelga comenzó a desarrollar sus actividades en la sede del sindicato SOYEMEP (Empleados del Ministerio de Educación). Entre las nuevas adhesiones a los huelguistas, llegó la de los curas párrocos de Ensenada.
El 10 de octubre son intervenidos los dos gremios que tenían su personería gremial cancelada y clausurados sus locales. Un operativo policial se armó en La Plata para evitar el acto que realizaría la CGT de los Argentinos en apoyo a la huelga. Sin embargo, hacia la noche irrumpió en la zona céntrica un grupo de 200 manifestantes que se enfrentó con explosivos a la policía. Un par de días después, el interventor intentó dejar sin efecto la huelga y emplazó a los trabajadores a retomar al trabajo, el llamado no funcionó y sólo retornaron 2 obreros.
En este contexto se anunció la conformación de la Comisión Petrolera Femenina de Solidaridad con la Huelga, que reunió esposas, novias y familiares de los petroleros en huelga.

### Expansión del conflicto: solidaridades y alianzas sindicales

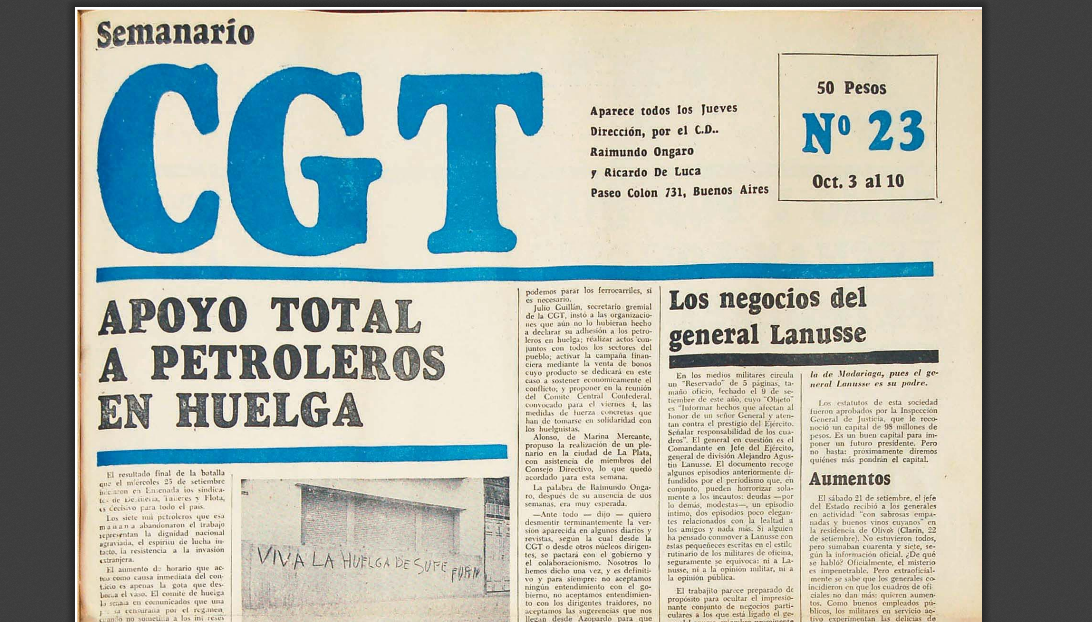
Semanario de la CGT de los Argentinos. En donde se muestra el apoyo brindado a la huelga de los trabajadores de YPF. 1968

Las alianzas sindicales fueron varias, entre estas manifestaciones de solidaridad gremial se encontraban la CGT de los Argentinos (CGTA), también lo hicieron la agrupación Blanca y Celeste de la Federación de la Industria de la carne de Berisso, la Federación Universitaria de La Plata, la Unión de Trabajadores Gastronómicos, el Movimiento Peronista de La Plata, el Partido de la Vanguardia Popular. Por su parte en el sector estudiantil las agrupaciones juveniles que apoyaban la huelga realizaron actos relámpago en el centro de La Plata, repartiendo volantes y con cantos a favor del SUPE.

## Formas del conflicto
El conflicto adoptó la forma de paro por tiempo indeterminado, con un retiro masivo de los trabajadores de la empresa. Como se mencionó arriba tuvo diferentes muestras de apoyo y solidaridad, una de ellas fue la “Jornada de Defensa del Petróleo Nacional” llamada por la CGTA; en la misma no iban a faltar ataques contra los domicilios de los funcionarios de YPF, como así también los enfrentamientos con la policía.
A lo largo de toda la huelga, los trabajadores de la SUPE ensenada afrontaron, por un lado los ataques de tipo empresarial que a nivel trabajo fueron la quita de derechos laborales, despidos y cesantías, sumado a esto el gobierno no dejaba de hacer funcionar su ala represiva con políticas de control a través de la intervención de los sindicatos, arrestos, e intimidación, como fueron los ataques a los domicilios de los huelguistas, y el aumento constante de prefectura en la planta petrolera y toda Ensenada.Todo este ataque emmpresarial, se vio afrontado por la ya mencionada huelga que intentó tener como eje articulador al comité de huelga y las asambleas de base.

## Fin del conflicto
El viernes 22, se produjeron nuevas cesantías, mientras que la SUPE estaba interviniendo el sindicato del Taller Naval, el comité de huelga desempeñaba muchas actividades para evitar el inminente final de su caída. Durante esa noche se produjeron nuevos ataques al diario El Día y el Correo central. El sábado 23 y el domingo 24 se supuso la normalización de la planta y el taller naval, con solo 2260 trabajadores sobre 5300 que lo hacían anteriormente. La asamblea general convocada para el 26 no pudo realizarse por la prohibición policial.

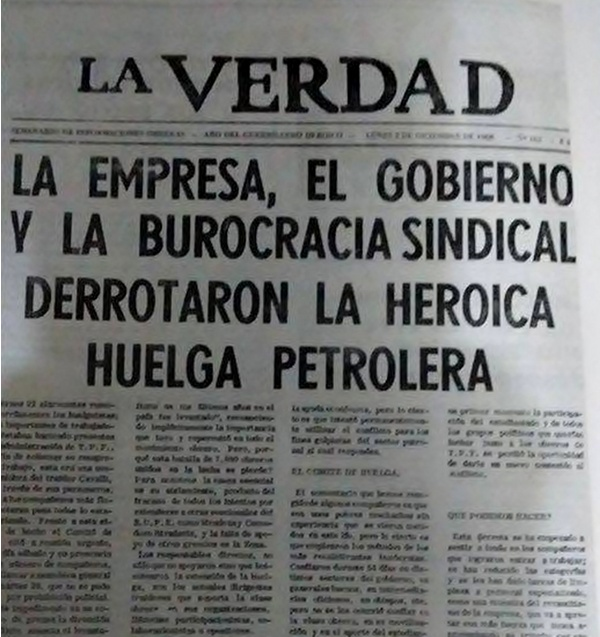
Diario "La Verdad". Publicación luego de la finalización de la huelga de los trabajadores de YPF. 1968

La huelga fue levantada por una decisión del comité de huelga, durante la noche en una conferencia de prensa donde se habló críticamente del secretariado nacional por no estar a favor del conflicto, y por haber intentado romperlo. Se dio por finalizado el comité de huelga, y de ahí en adelante su tarea fue comenzar la lucha por la reincorporación de los despidos, que les llevó alrededor de cuatro años.

## Consecuencias
A nivel obrero, además del golpe a la moral de los trabajadores y de tener que aceptar las prerrogativas de YPF, las consecuencias fueron 2500 cesantías, que a su vez se tradujo en una larga lucha para la reincorporación de los trabajadores, que terminaría recién en el año 1974. Así también en el disciplinamiento de los trabajadores de la YPF, la derrota devino en un descenso de la participación de los trabajadores de YPF en las huelgas, el año siguiente, que se vio signado por un fuerte clima de movilización obrera, el sector no mostró una gran participación. >
A nivel gremial tanto la SUPE como el Sindicato Flota Petrolera del Estado fueron, durante la huelga, primero cancelados su personería jurídica, para luego pasar a ser intervenidos, por lo que a nivel gremial local, los trabajadores quedaron acéfalos.
A nivel nacional, la derrota de la huelga, significó el avance de tendencia participacionista en el sindicato SUPE nacional, que dirigía Cavalli, las derrotas de las filiales locales opositoras (entre ellas Ensenada y Comodoro Rivadavia ) y de otros bastiones importantes (Avellaneda, Mendoza) , dejaron el camino libre de obstáculos para la conducción Nacional.